# Keefaz
Keefaz est un artiste auteur compositeur  interprète originaire de la région parisienne avec des racines martiniquaises mais ayant évolué dans l'Ouest de la France.
Après quelques séries de 45 tours et un premier maxi cd 5 titres "Après quoi on cours", vers 2000 il a sorti deux albums successifs alliant le reggae roots au ragga dancehall. Son album On vit dans un monde représente le paysage reggae francophone dans sa diversité et l'album À contre-temps de 2009 montre toutes les nuances de l'écriture, des flows et mélodies avec des messages forts. En 2016 paraît l’album mauvaise graine un peu plus axé sur la mélodie et toujours des paroles recherchées.
Keefaz fait de multiples soirées dans tout l'hexagone et même en Europe avec plusieurs soundsystems comme CrossOver (Paris) zion gate (Nantes), IRIE ITES (Le Mans), le Legal Shot (Rennes), le Freedom Sound System (Fougères/Saint-Malo) et le breizmassive sound (Lorient).
Keefaz a sorti un opus (À contre-temps) en collaboration avec Samourai Prod, Legal Shot et Irie Ltes  avec de nombreux guests tels que Mr Vegas, Lorenzo, Shinehead ou encore Baby G. Des influences variées qui vont du reggae/roots au Dancehall tres communicatif sur scène il a partagé des freestyles d'anthologie avec des artistes de renoms tel que shinehead, chuckky staar, général levy, king kong sister nancy, Tonton David, Daddy nuttea, lyricson, Taïro,  tomawok, Puppa Nadem,sound dynamik , king daddy yod chezideck, etc. En 2016 un nouvel album sur le label Irie Ites voit le jour avec des musiciens jamaïcains de légende et des proches de l'équipe des invités de qualité Daddy Nuttea, balik de danakil, tomawok et deadly hunta. Une production très soignée pour un projet alliant flow , mélodies, et textes ciselés...

## Discographie, album
- 2003 : Après quoi on court "maxi 5 titres
- 2005 : On vit dans un monde"
- 2009 : À contre-Temps"
- 2016 : mauvaise graine"